# 1916 v hudbě
Na této stránce naleznete seznam událostí souvisejících s hudbou, které proběhly roku 1916.

## Narození
- 4. ledna – Slim Gaillard, americký zpěvák, kytarista a klavírista († 26. února 1991)
- 15. ledna – Artie Shapiro, americký jazzový kontrabasista († 24. března 2003)
- 8. února – Jimmy Skidmore, britský jazzový saxofonista († 22. srpna 1998)
- 6. března – Red Callender, americký jazzový kontrabasista a hráč na tubu († 8. března 1992)
- 17. května – Paul Quinichette, americký jazzový saxofonista († 25. května 1983)
- 8. června – Freddie Webster, americký jazzový trumpetista († 1. dubna 1947)
- 29. července – Charlie Christian, americký jazzový kytarista († 2. března 1942)
- 28. října – Bill Harris, americký jazzový pozounista († 21. srpna 1973)
- 25. prosince – Oscar Moore, americký kytarista († 8. října 1981)
- 27. prosince – Johnny Frigo, americký jazzový houslista a kontrabasista († 4. července 2007)

## Úmrtí
- 9. února – Hynek Vojáček, český hudební skladatel (* 4. prosince 1825)
- 24. července – Eugène Anthiome, francouzský hudební skladatel (* 19. srpna 1836)
- 27. července – Karl Klindworth, německý hudební skladatel, dirigent a klavírista (* 25. září 1830)
- 17. srpna – Ludvík Holain, český hudební skladatel (* 20. srpna 1843)
- 23. listopadu – Eduard Nápravník, český dirigent a hudební skladatel (* 24. srpna 1839)
- 28. prosince
  - Hugo Klement Mrázek, český hudební skladatel (* 8. února 1889)
  - Eduard Strauß, rakouský dirigent a hudební skladatel (* 15. března 1835)